# Idioma ewé
El ewé (Èʋe o Èʋegbe [ɛʋɛɡ͡be]) es una lengua africana de la familia gbe hablada en Ghana, Togo y Benín por aproximadamente tres millones de personas. No existe acuerdo sobre si el ewé y el resto de lenguas gbe si forma parte del subgrupo kwa o forma parte del subgrupo Volta-Níger.
El ewé y las otras lenguas gbe, que se extienden por el sureste de Ghana, Togo y partes de Benín. Otras lenguas gbe son el fon, el gen, las lenguas phla phera, y el aja. Al igual que las otras lenguas gbe, el ewé es una lengua tonal.

## Aspectos históricos, sociales y culturales

### Historia
Las historias tradicionales ewé refieren una migración de los ewé desde un área situada actualmente en Benín, una ciudad llamada Ketu, hasta una región despoblada del sureste de Ghana. Ketu habría estado poblada por otras etnias, y los ewé habrían emigrado para librarse de la influencia de los yorubas. Se cree que los ewé se asentaron en Togo y más tarde se desplazaron al sureste de Ghana.

## Descripción lingüística
El africanista alemán Diedrich Westermann publicó muchos diccionarios y gramáticas del ewé y de otras lenguas gbe. Otros lingüistas que estudiaron el ewé y las lenguas emparentadas fueron Gilbert Ansre (tono, sintaxis), Herbert Stahlke (morfología, tono), Nick Clements (tono, sintaxis), Roberto Pazzi (antropología, lexicografía), Felix K. Ameka (semántica, lingüística cognitiva), Alan Stewart Duthie (semántica, fonética), Hounkpati B. Capo (fonología, fonética), Enoch Aboh (sintaxis) y Chris Collins (sintaxis).

### Fonología
El inventario consonántico viene dado por:
|             |             | bilabial | labio -dental | alveolar | retrofleja | palato- alveolar | velar | labial- velar | glotal |
| ----------- | ----------- | -------- | ------------- | -------- | ---------- | ---------------- | ----- | ------------- | ------ |
| Oclusiva    | sorda       | p        |               | t        |            |                  | k     | kp͡            |        |
| Oclusiva    | sonora      | m ~ b    |               | d        | n ~ ɖ      | ɲ ~ j            | ŋ ~ ɡ | ɡb͡            |        |
| Africada    | sorda       |          |               | ts͡       |            |                  |       |               |        |
| Africada    | sonora      |          |               | dz͡       |            |                  |       |               |        |
| Fricativa   | sorda       | ɸ        | f͈             | s        |            |                  | x     |               |        |
| Fricativa   | sonora      | β        | v͈             | z        |            |                  | ɣ ~ w |               | H      |
| Aproximante | Aproximante |          |               | l ~ l̃    |            |                  |       |               |        |

- H representa una fricativa sonora que se ha descrito como uvular [ʁ], faringal [ʕ] o incluso glotal [ɦ].
- Los sonidos nasales [m, n, ɲ, ŋ] no son fonológicamente distintivos, ya que sólo aparecen en sílabas nasales frente a una vocal fonéticamente nasal. El ewé se analiza por tanto sin consonantes nasales fonológicas (aunque fonéticamente sí las tiene). Sin embargo, también pueden analizarse de manera económica presuponiendo que subyacentemente existen /m, n, ɲ, ŋ/, y se desnasalizan frente a vocales no nasales
- [ɣ] aparece ante vocales sin redondeamiento vocálico (no-posteriores) y [w] aparece frente a vocales con redondeamiento (posteriores).
- El ewé destaca por ser una de las pocas lenguas de contraste fonológicamente [f] y [ɸ] (y también [v] y [β]). La f y la v son más fuertes en muchas lenguas, [f͈] y [v͈], con el labio superior notablemente levantado, y por tanto más perceptibles fonéticamente que los sonidos más débiles [ɸ] y [β].[3]
- /l/ puede aparecer en grupos consonánticos y entonces se realiza como [ɾ] (o [ɾ̃] tras coronales.

Por otra parte el inventario de vocales viene dado por:
|             | Anterior | Posterior |
| ----------- | -------- | --------- |
| Cerrada     | i, ĩ     | u, ũ      |
| Semicerrada | e, ẽ     | o, õ      |
| Semiabierta | ɛ, ɛ̃     | ɔ, ɔ̃      |
| Abierta     | a, ã     | a, ã      |

La tilde (~) indica el carácter nasal de una vocal, aunque el dialecto Peki carece de /õ/. Muchas variedades de ewé carecen de una u otra vocal anterior media, y algunas variedades de Ghana tienen además vocales centrales adicionales /ə/ y /ə̃/.
El ewé no tiene un contraste fonológico entre vocales nasales y orales, propiamente dicho sino más bien una nasalidad silábica que es marcada por la presencia de [m n ŋ] y depende de la consonante siguiente que lleva el tono. Algunos autores tratan ésta como una vocal, y entonces se ven obligados a concluir que el ewé tiene más vocales nasales que orales. Si ese sonido se analiza como consonante nasal, se obtiene un resultado extraño. Por esa razón se considera que tras las consonantes nasales subyacen fonemas /b ɖ ɡ/ que se pronuncia como nasales si la sílaba es [+ nasal].

### Tonos
El ewé es una lengua tonal, que usa diferencias en el tono para diferenciar unos morfemas de otros. Por ejemplo, en ewé las siguientes tres palabras difieren sólo en su tonos:
- tó 'montaña' (tono alto)
- tǒ 'mortero' (tono ascendente)
- tò 'búfalo' (tono bajo)

Fonéticamente, existen tres tonos de nivel, alto, medio y bajo, tres tonos de contorno ascendentes y otros tres tonos descendentes. Sin embargo, en la mayoría de las variedades de ewé sólo dos niveles son distintivos, el "alto" y el "medio". Estos tonos son "deprimidos" tras obstruyentes sonoras: el tono alto se convierte en medio (o ascendente) y el medio se convierte en bajo. El tono medio también puede realizarse como bajo al final de la frase (como sucede con el ejemplo anterior tò 'búfalo').

### Pragmática
Ewé tiene frases de cortesía abierta, como meɖekuku (que significa "por favor") y akpe (que significa "gracias") .

## Escritura
En el idioma ewé se emplea el llamado Alfabeto africano de referencia, que es un derivado del alfabeto latino con algunas letras añadidas, procedentes en su mayor parte del Alfabeto Fonético Internacional.
| A a | B b | D d | Ɖ ɖ   | Dz dz | E e      | Ɛ ɛ | F f   | Ƒ ƒ | G g | Gb gb | Ɣ ɣ |
| --- | --- | --- | ----- | ----- | -------- | --- | ----- | --- | --- | ----- | --- |
| /a/ | /b/ | /d/ | /ɖ/   | /dz/  | /e/, /ə/ | /ɛ/ | /f/   | /ɸ/ | /ɡ/ | /ɡ͡b/  | /ɣ/ |
| H h | I i | K k | Kp kp | L l   | M m      | N n | Ny ny | Ŋ ŋ | O o | Ɔ ɔ   | P p |
| /h/ | /i/ | /k/ | /k͡p/  | /l/   | /m/      | /n/ | /ɲ/   | /ŋ/ | /o/ | /ɔ/   | /p/ |
| R r | S s | T t | Ts ts | U u   | V v      | Ʋ ʋ | W w   | X x | Y y | Z z   |     |
| /l/ | /s/ | /t/ | /ts/  | /u/   | /v/      | /β/ | /w/   | /x/ | /j/ | /z/   |     |